# Åke Johansson (jazzmusiker)
Åke Johansson, född 30 januari 1937 i Kalv, död 19 mars 2011 i Borås, var en svensk jazzpianist, bosatt i Borås från 1956, mot slutet av sitt liv vid Ramnasjön, på Ramnavägen 55, som också är titeln på en av hans egna kompositioner.

## Musikalisk utveckling
Åke Johansson var blind sedan födseln, men det var inte ett hinder för honom i hans musikutövande. Sina första pianolektioner fick han i åttaårsåldern. Han började i Tomtebodaskolan 1944 inriktad på att bli organist, och tog så småningom realen där. Till Borås kom han 1956 efter avlagd examen som pianostämmare och fick arbete som det. Samtidigt spelade han cool jazz och hardbop med rötter i bebop i olika jazzkonstellationer. Det var denna typ av improvisationsjazz som blev en del av hans identitet som musiker. Han spelade på de flesta stora scener runt om i världen, med stora jazzmusiker som till exempel Chet Baker, Dexter Gordon och Gunnar "Siljabloo" Nilson. Johansson ledde egna grupper sedan 1960-talet, dessutom medverkade han bl.a. i grupperna Opposite Corner och Christer Boustedt Quartet. Han släppte sin första trio-LP under eget namn för EMI 1974. Han gjorde även egna kompositioner. Sedan 2009 står hans flygel i Borås Tidnings Presscenter.
| ”               | Hey, Åke, you play some hip shit! | „ |
| – Dexter Gordon |                                   |   |

## Diskografi

### Åke Johansson Trio (urval)
- 1974 – Monday Date (debutalbum)
- 1985 – Åke Johansson Trio with Chet Baker & Toots Thielemans Live på Södra teatern i Stockholm, 26 februari 1985, med Kjell Jansson (bas) och Rune Carlsson (trummor)
- 1988 – Encore
- 1995 – Cry Me a River, med tenorsaxofonisten Anders Lindskog, Kjell Jansson (bas) och Magnus Grahn (trummor)
- 1997 – The Spinning Top
- 1998 – Back from Where We Came

### Andra konstellationer
- 1992 – Circles & Triplets, med Contemporary Bebop Quintet (CBQ): Stefan Isaksson (tenorsax), Bosse Broberg (trumpet), Åke Johansson (piano), Ivar Lindell (bas), Gilbert Matthews (trummor)
- 1997 – Acceptance CBQ
- 2000 – Blues, Ballads & Bebop, med Christer Bostedt (altsax), Bosse Broberg (trumpet), Åke Johansson (piano), Ivar Lindell (bas), Gilbert Matthews (trummor)

## Priser och utmärkelser
- 1975 – Jan Johansson-stipendiet
- 1988 – Gyllene skivan för Encore
- 1991 – "Faschings bäste vän" (tillsammans med trumslagaren Elvin Jones)
- 1991 – Stim-stipendiat
- 1997 – Jazzkatten i kategorin ”Musiker som förtjänar större uppmärksamhet/Grand Cru”

### Fotnoter
1. ↑  Ur en radiointervju med Åke Johansson Sveriges Radio 2002